# David Bellebon
David Bellebon est un joueur de volley-ball français né le 5 juillet 1974 à Rennes. Il mesure 1,97 m et jouait en central.

## Clubs
| Club                       | Pays   | De        | À         |
| -------------------------- | ------ | --------- | --------- |
| Rennes Étudiants Club      | France | 1993-1994 | 1996-1997 |
| Tours Volley-Ball          | France | 1997-1998 | 1998-1999 |
| GFCO Ajaccio               | France | 1999-2000 | 2001-2002 |
| Rennes Étudiants Club      | France | 2002-2003 | 2004-2005 |
| Saint-Brieuc Côtes-d'Armor | France | 2005-2006 | 2006-2007 |
| Urumyeh joker              | Iran   | 2006-2007 |           |
| Cesma                      | France | 2008-2020 |           |

## Palmarès
Boulon d'or CESMA 2020
Champion du 12e Open Entreprise JSA Volley 2013.
Champion division Open/Corpo de Gironde 2015.
Champion du 18e Open Entreprise  JSA Volley 2015.
Champion du 19e Open Entreprise  JSA Volley 2015.
Champion GINGA FOOT LIGUE MIDI 2016.
Vainqueur du Match de gala nationale 3 jsa / saint jean d'illac au palais des sports de Bordeaux le 8 avril 2017
Vainqueur du Master beach volley de Saint Lunaire en 2016
Vainqueur du Master beach volley de Saint Lunaire en 2017
Vainqueur du Master beach volley de Saint Lunaire en 2018
3eme du Master beach volley de Saint Lunaire 2019